# Bruck in der Oberpfalz
Bruck in der Oberpfalz este o comună-târg din districtul  Schwandorf, regiunea administrativă Palatinatul Superior, landul Bavaria, Germania.